# Callochromis pleurospilus
Callochromis pleurospilus es una especie de peces de la familia Cichlidae en el orden Perciformes.

## Morfología
Los machos pueden llegar alcanzar los 10 cm de longitud total.
- Número de  vértebras: 30-32.[1][2]

## Alimentación
Come invertebrados

## Hábitat
Es una especie de clima tropical entre 23 °C-28 °C de temperatura.

## Distribución geográfica
Se encuentran en África: lago Tanganika.